# Jan Ernest I (książę Saksonii-Weimaru)
Jan Ernest I (ur. 21 lutego 1594 w Altenburgu, zm. 4 lub 6 grudnia 1626 w Sankt Martin) – książę Saksonii w księstwie Saksonii-Weimar od 1605 (wraz z licznymi braćmi) z dynastii Wettinów, oficer w dobie wojny trzydziestoletniej.

## Życiorys
Jan Ernest był najstarszym synem księcia Saksonii-Weimar Jana i Doroty Marii, córki księcia Anhaltu-Zerbst Joachima Ernesta. Wychowywany był na dworze ojca i kształcony pod jego kierunkiem. Gdy w 1605 ojciec zmarł, Jan Ernest był najstarszym z żyjących wówczas ośmiu małoletnich synów. Rządy opiekuńcze trafiły w ręce elektora saskiego Chrystiana II Wettina, a po jego śmierci w 1611 jego brata Jana Jerzego I (sprawował je do 1618).
Jan Ernest studiował w Jenie, a następnie podróżował po Europie. Stopniowo narastał konflikt z elektorem saskim i w 1615 młody książę zażądał oddania mu rządów w księstwie i opieki nad młodszymi braćmi, jednak bez powodzenia. To jeszcze bardziej zbliżyło Jana Ernesta do obozu politycznego wrogiego Habsburgom, z którymi związany był elektor: związał się z Unią Protestancką, a gdy w 1618 jej przywódca palatyn reński Fryderyk V został królem Czech, uzyskał w nim duże oparcie.
W styczniu 1620 Jan Ernest otwarcie opowiedział się po stronie Fryderyka V w wojnie przeciwko cesarzowi, wstąpił na jego służbę i otrzymał stopień pułkownika. W listopadzie tego roku wziął udział w przegranej bitwie na Białej Górze i wraz z Fryderykiem uciekł do Wrocławia. Odrzucił prośbę stanów księstwa o powrót do Weimaru i zerwanie z przeciwnikami Habsburgów. Ostatecznie pod naciskiem stanów obawiających się okupacji księstwa podjął próbę porozumienia z cesarzem, jednak bezskutecznie. W tej sytuacji zarząd księstwem oddał w ręce braci Ernesta, a następnie Albrechta II, a sam wstąpił na służbę wojskową poza Rzeszą. Walczył w Niderlandach przeciwko Hiszpanom, przez pewien czas przebywał w niewoli. Służył tam do 1625, jednak kilkakrotnie pojawiał się w księstwie.
Po ponownej próbie pogodzenia się z cesarzem wstąpił na służbę króla Danii Chrystiana IV, który wówczas rozpoczął swój udział w wojnie trzydziestoletniej. Jan Ernest otrzymał stopień generalski. Na początku 1626 zaatakował Westfalię i zajął Osnabrück. Następnie wraz z Mansfeldem ruszył na Śląsk, którego większą część opanował. Ponieważ jednak król Chrystian IV został pokonany w bitwie pod Lutter am Barenberge, a Mansfeld zmarł, Jan Ernest ponownie zaczął szukać zgody z cesarzem. Odrzucił jednak jej warunki i na czele swoich wojsk uderzył na Węgry. Tam w grudniu tego roku zmarł.
Jego ciało zostało sprowadzone do Weimaru i tam pochowane. Nigdy się nie ożenił, zmarł bezpotomnie.